# Anthony Doerr
Anthony Doerr (ur. 1973 w Cleveland, Ohio) – amerykański powieściopisarz, poeta i pamiętnikarz, laureat wielu nagród literackich. W 2015 roku zdobył Nagrodę Pulitzera w dziedzinie literatury pięknej za powieść Światło, którego nie widać (2014). Ukończył historię w Bowdoin College, mieszka w Boise w stanie Idaho.

## Powieści
- About Grace (2004, ISBN 978-0-7432-6182-1)
- All the Light We Cannot See (2014, ISBN 1-4767-4658-3), wyd. polskie Światło, którego nie widać[3] (2015, tłum. Tomasz Wyżyński, ISBN 978-83-8015-202-1)
- Cloud Cuckoo Land (2021, ISBN 978-1-9821-6843-8), wyd. polskie Miasto w chmurach[4] (2022, tłum. Jerzy Kozłowski, ISBN 978-83-67324-74-8)

## Zbiory opowiadań
- The Shell Collector (2002, ISBN 1-4391-9005-4)
- Memory Wall (2010, ISBN 978-1-4391-8280-2)

## Pamiętniki
- Four Seasons in Rome: On Twins, Insomnia and the Biggest Funeral in the History of the World (2007, ISBN 978-1-4165-4001-4)